# Berufsbildende Schulen Otto von Guericke

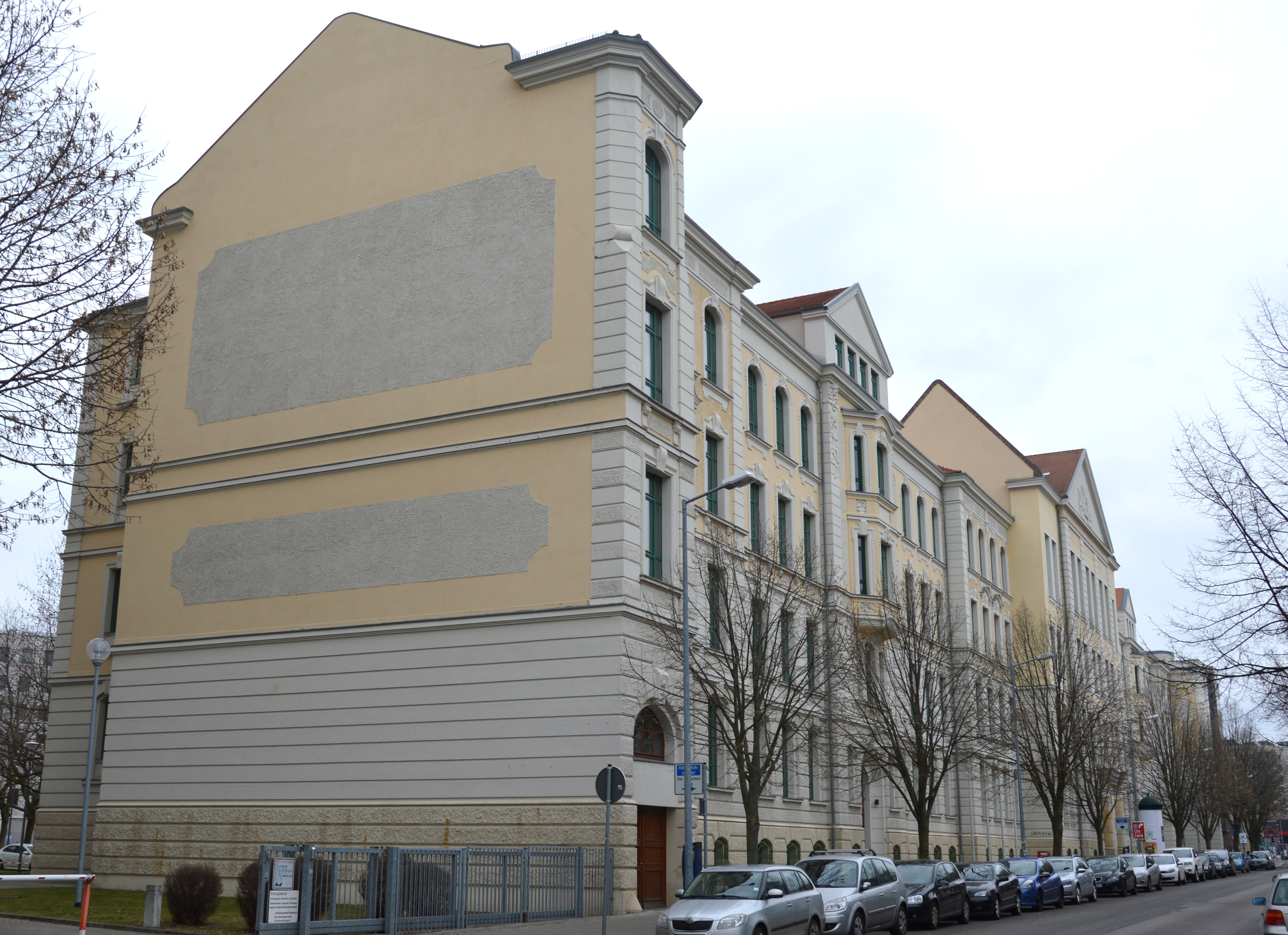
Blick von Nordwesten, 2017

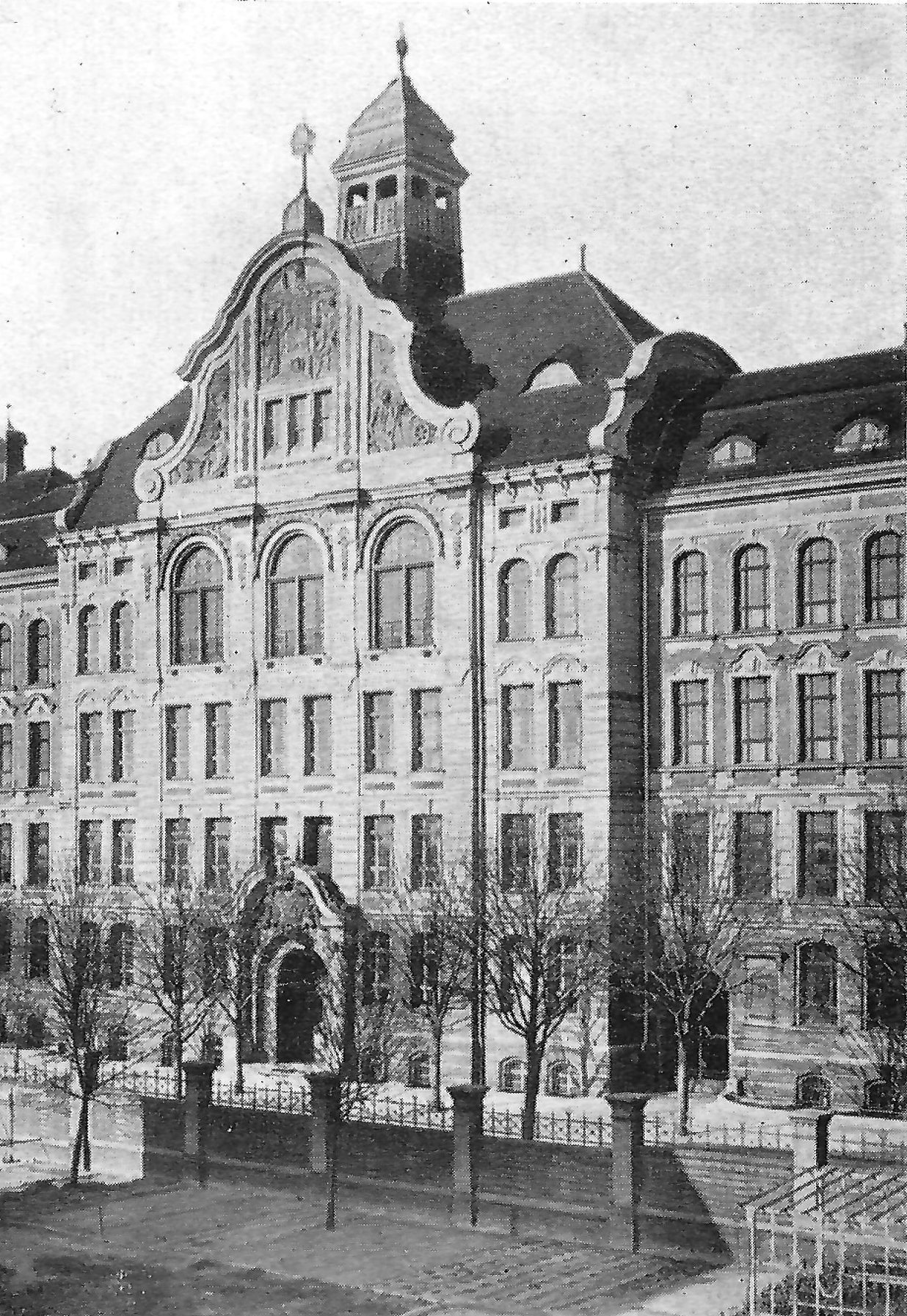
Staatliche Baugewerkschule in den 1920er Jahren

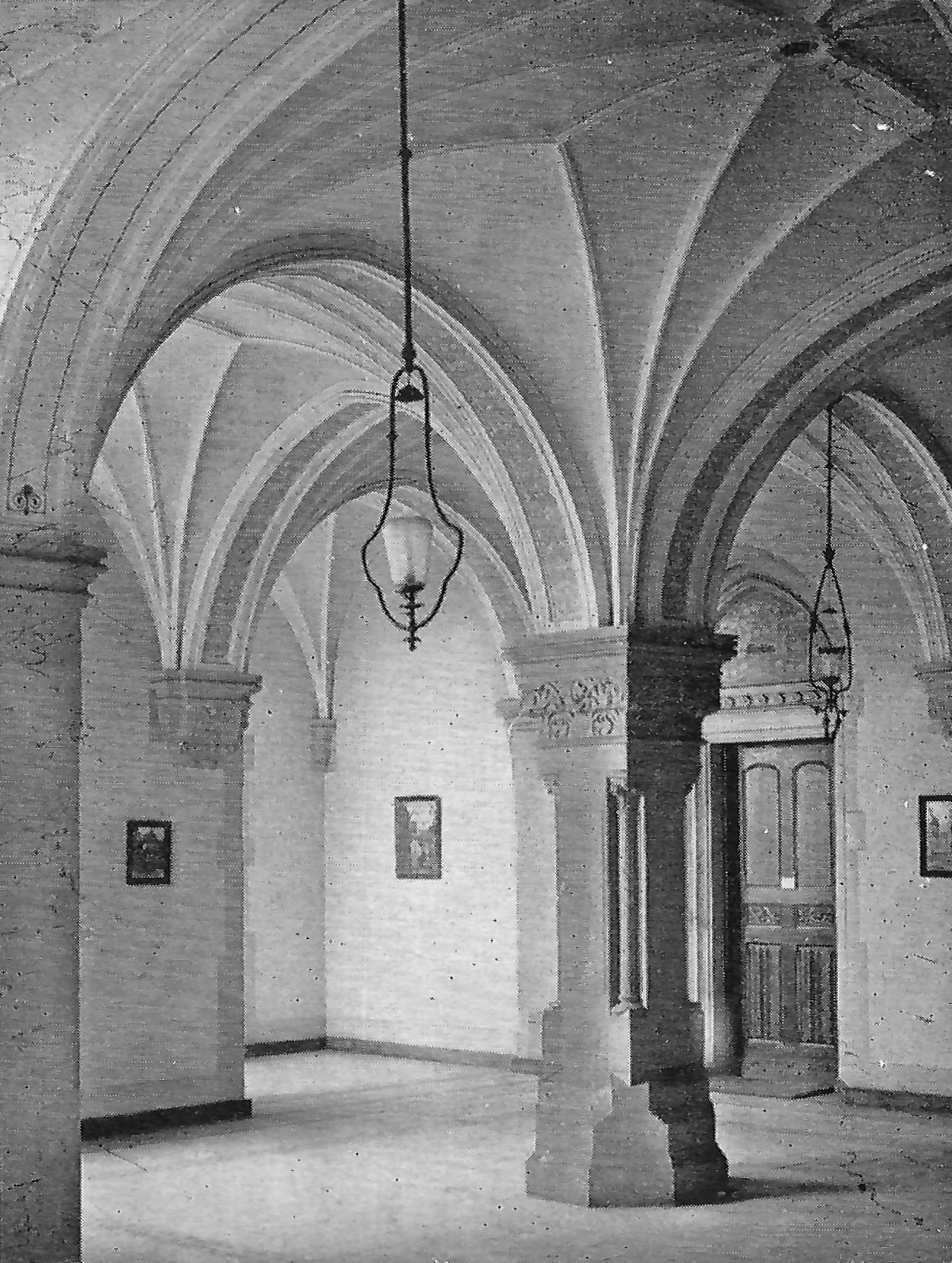
Flur im ersten Obergeschoss

Die Berufsbildenden Schulen „Otto von Guericke“ sind eine unter anderem die Schulform Berufsschule umfassende Schule in Magdeburg in Sachsen-Anhalt. Das Schulgebäude steht unter Denkmalschutz. Benannt ist die Schule nach dem ehemaligen Magdeburger Bürgermeister Otto von Guericke.

## Lage
Die Schule befindet sich an der Adresse Am Krökentor 1b, 2, 3 im nördlichen Teil der Magdeburger Altstadt. Auf der gegenüberliegenden Straßenseite befindet sich die gleichfalls denkmalgeschützte Einfriedungsmauer des Schrote-Exerzierplatzes.

## Bildungsziele
Die Schule bietet unterschiedliche Ausbildungswege (Stand 2017) an. So bestehen die Schulformen Berufsfachschule (Informatik), Fachschule (Metalltechnik, Bautechnik, Elektrotechnik), Fachoberschule (Ingenieurtechnik), Berufliches Gymnasium (Gesundheit und Soziales, Informationstechnik, Ingenieurwissenschaften, Wirtschaft) und Berufsschule (Metalltechnik, Bautechnik, Elektrotechnik, Sonstige). Es werden Berufsausbildungen in den Berufen Anlagenmechaniker, Augenoptiker, Baugeräteführer, Bauten- und Objektbeschichter, Berufskraftfahrer, Bodenleger, Elektroniker, Fachinformatiker, Fahrzeuglackierer, Fliesen-, Platten- und Mosaikleger, Gebäudereiniger, Geomatiker, Gleisbauer, Industriemechaniker, Konstruktionsmechaniker, Kraftfahrzeugmechatroniker, Maler und Lackierer, Maschinen- und Anlagenführer, Metallbauer, Systemelektroniker, Technischer Produktdesigner, Technischer Systemplaner, Tischler, Vermessungstechniker und Zerspanungsmechaniker.

## Architektur und Geschichte
In den Komplex wurden mehrere Schulen zusammengefasst. So auch die 1890 aus der Kunstgewerbe- und Handwerkerschule Magdeburg abgespaltene Baugewerkschule Magdeburg. Sie wurde von der Stadt Magdeburg und dem preußischen Staat unterhalten. Sie befand sich in der Marstallstraße 2 und wurde als letzte Schule ihrer Art in Preußen im Jahr 1904 staatlich. Die Stadt Magdeburg übernahm jedoch die Verpflichtung ein neues Schulgebäude zu errichten und auch auszustatten.
Im Jahr 1891 war in Magdeburg auch eine städtische Maschinenbauschule errichtet worden. Die bereits vom preußischen Staat unterstützte Schule wurde gleichfalls im Jahr 1904 staatlich. Sie befand sich an der Adresse Grüne Armstraße 14, dem ehemaligen König-Wilhelm-Gymnasium. Auch hier verpflichtete sich die Stadt zu einem Neubau.
1900 wurde eine gewerbliche Pflichtfortbildungsschule, die erste ihrer Art in Preußen, gegründet. Sie war die erste eine Berufsausbildung anbietende Schule Preußens.
Im Jahr 1902 bewilligte die Stadt Magdeburg Baukosten in Höhe von 315.000 Mark für den Bau einer gewerblichen Fortbildungsschule. Der heutige Schulkomplex wurde von 1902 bis 1907 in mehreren Bauabschnitten als Fortbildungsschule und Königlich Preußische Baugewerksschule und Maschinenbauschule nach einem Entwurf von Wilhelm Berner errichtet. Bereits 1904 wurde an der Adresse Am Krökentor 3 die Schule eröffnet. Es standen zunächst 27 Klassenräume, zwei Malräume, ein Modellierraum und ein physikalischer Lehrraum zur Verfügung. Darüber hinaus gab es Bibliotheks- und Sammlungsräume. Die Gebäude für die Maschinenbauschulen und die Baugewerkschule wurden ab 1905 errichtet und 1907 fertiggestellt.
Der neobarocke Schulkomplex besteht aus viergeschossigen verputzten Gebäuden, die auf einem Souterrain ruhen. Hofseitig befinden sich hinter dem rechten und linken Flügel zwei lang nach Osten gezogene Seitenflügel. Die das Straßenbild prägenden vielachsigen Fassaden sind monumental, an Schlösser erinnernd, gestaltet. Sie erreichen eine Gesamtlänge von 142,5 Metern, werden von Risaliten gegliedert und verfügen über repräsentative Portale in einem barockisierenden Jugendstil. Markant ist ein breit gelagerter, zehnachsiger Mittelrisalit, der von einem Dreiecksgiebel bekrönt wird. Im Giebel sind die Symbole des Bauhandwerks und des Maschinenbaus zu sehen. Im Mittelrisalit befindet sich auch das Haupteingangsportal, das von Halbsäulen flankiert wird. Darüber hinaus bestehen schmale Seitenrisalite, in denen sich die Nebeneingänge befinden. Vor diesen ebenfalls mit Dreiecksgiebeln bekrönten Risaliten finden sich zweigeschossige Erker. Die Treppenhäuser sind geräumig angelegt und mit Dekor im Jugendstil verziert. Zum Teil sind bauzeitliche Einrichtungselemente erhalten.

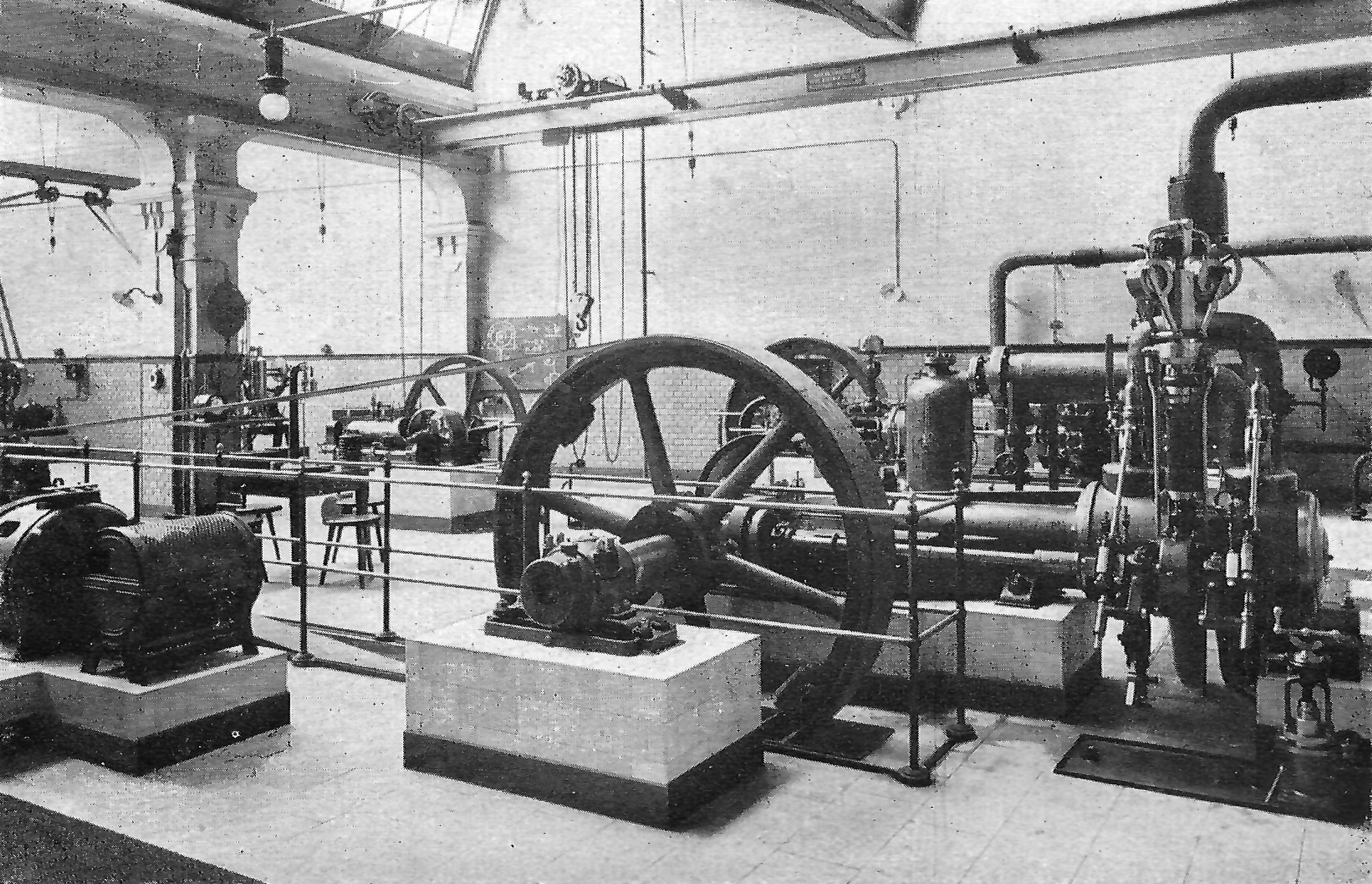
Betriebsdampfmaschinen und Maschinenlaboratorium in den Staatlichen Vereinigten Maschinenbauschulen in den 1920er Jahren

Im Mittelbau des Komplexes war die Baugewerkschule, im rechten Flügel die Maschinenbauschule und im linken die Fortbildungsschule untergebracht. Für die Maschinenbauschule bestand ein Kessel-, Maschinen- und Werkstattgebäude mit einem eigenen Schornstein.
Während für Jungen der Berufsschulbesuch ab Ende des 19. Jahrhunderts Pflicht war, bestand für Mädchen eine solche Pflicht, bezogen allerdings nur auf kaufmännische Berufe, erst ab 1921. Mit einer örtlichen Satzung des Jahres 1927 wurde für alle unverheirateten Jugendlichen unter 18 Jahren der Berufsschulbesuch verpflichtend. Für Mädchen galten allerdings noch besondere Voraussetzungen.
Während des Zweiten Weltkriegs wurde das Gebäude schwer beschädigt und dann in deutlich vereinfachter Form wieder aufgebaut. Insbesondere die ursprünglich vorhandenen Schweifgiebel im Stil des Neobarock wurden nicht neu ausgeführt, was das Erscheinungsbild deutlich veränderte. Auch ein ursprünglich im Mittelgiebel befindliches, die Göttin Athene als Beschützerin der Technik darstellendes Relief des Bildhauers Wilhelm Giesecke wurde nicht wieder hergestellt.
Die Gebäude wurden dann bis 1990 als Ingenieurschule für Elektrotechnik und Maschinenbau sowie als Kommunale Berufsschulen der Stadt Magdeburg genutzt. Im Jahr 1990 wurden dann die Berufsbildenden Schulen III gebildet, die in den Bereichen Metalltechnik und Elektrotechnik Ausbildungen anboten. Aus der Kommunalen Berufsschule V und der Betriebsberufsschule „Albert Einstein“ des Starkstromanlagenbaus wurde eine gemeinsame Einrichtung geschaffen. Hier wurde die Ausbildung der elektrotechnischen und handwerklichen Berufe der Metalltechnik zusammengeführt. 1993/94 wurden dann alle gewerblich beruflichen Schulen der Stadt Magdeburg an diesem Standort zusammengezogen. Es entstand die heutige Berufsschule mit ihrem sehr umfassenden Angebot. So kamen auch die Ausbildung zu Berufen wie Augenoptiker, Glaser und Technische Zeichner hinzu.
Außerdem wurden weitere Bildungsangebote wie das Fachgymnasium (heute Berufliches Gymnasium) Technik, die Fachoberschule Technik und eine zweijährige Berufsfachschule integriert.
Ab 1998 wurde der Gebäudekomplex mit Fördermitteln der Europäischen Union saniert. Der Schornstein des ehemaligen Maschinengebäudes wurde abgerissen.
Der Gebäudekomplex gilt als stadt- und kulturgeschichtlich, insbesondere im Hinblick Hochschulgeschichte Magdeburgs, wichtig.
Im örtlichen Denkmalverzeichnis ist die Schule unter der Erfassungsnummer 094 17421 als Baudenkmal verzeichnet.
Für die Schule besteht zumindest seit 2004 der Förderverein Berufsbildende Schulen am Krökentor e. V. Amtierende Schulleiterin ist Frau Studiendirektorin Claudia Höfler (Stand 2021).